# Takahiro Tanaka
Takahiro Tanaka (田中 貴大 Tanaka Takahiro?), född 22 november 1993 i Tokyo prefektur, är en japansk fotbollsspelare.
Tanaka började sin karriär 2012 i Tokyo Verdy. Efter Tokyo Verdy spelade han för FC Machida Zelvia, Briobecca Urayasu, Renofa Yamaguchi FC och Suzuka Unlimited FC.